# Heavenly (groupe anglais)
Pour les articles homonymes, voir Heavenly.
Heavenly est un groupe de twee pop britannique, originaire d'Oxford, Angleterre. Le groupe compte plusieurs albums chez Sarah Records, et sur le label espagnol Elefant Records. Le groupe devient Marine Research en 1996, après le suicide de Mathew Fletcher.

## Biographie
Il est formé en 1989. Amelia Fletcher (voix), Mathew Fletcher (batterie; le frère d'Amelia), Peter Momtchiloff (guitare) et Robert Pursey (basse) avaient tous été membres de Talulah Gosh, formé en 1986. Heavenly débute avec le single 7" I Fell in Love Last Night, suivi par un autre single 7", Our Love Is Heavenly, sortis en 1990 chez Sarah Records. Heavenly vs. Satan, leur premier album, est publié en 1991. À ce stade de leur carrière, les morceaux de Heavenly traitent d'un point de vue innocent de l'amour.
Avant la sortie de l'album Le Jardin de Heavenly, Cathy Rogers (clavier, chœurs) se joint au groupe. Avant la sortie d'un nouvel album, Heavenly sort deux morceaux à part, P.U.N.K. Girl et Atta Girl. Ils se caractérisent pas la complexité d'écriture effectuée par Amelia, en particulier Atta Girl, dans lequel Amelia et Cathy chantent en rapid-fire trade-off. Leur troisième album s'intitule The Decline and Fall of Heavenly (1994). Ici le groupe traverse un point plus commercial juste pendant la période Britpop.
En 1995, le groupe contribue avec le morceau Snail Trail à l'album Red Hot + Bothered produit par la Red Hot Organization. Leur dernier album, Operation Heavenly (1996), sort en plein boom du Britpop. Mathew Fletcher, le batteur du groupe et frère d'Amelia, se suicide en 1996. Cette tragédie mène à la séparation du groupe, qui devient Marine Research.

## Discographie

### Albums studio
- 1991 : Heavenly Vs. Satan (Sarah, réédité chez K)
- 1993 : Le Jardin de Heavenly (Sarah / K)
- 1994 : The Decline and Fall of Heavenly (Sarah / K)
- 1996 : Operation Heavenly (Wiiija / K)

### Singles
Tous les singles sont au format 45 tours.
- 1990 : I Fell in Love last Night (Sarah)
- 1990 : Our Love is Heavenly (Sarah)
- 1991 : So Little Deserve (Sarah)
- 1991 : She Says (K)
- 1993 : P.U.N.K. Girl (Sarah)
- 1993 : Atta Girl (Sarah, aussi en CD)
- 1995 : Trophy Girlfriend (K, split single avec Bis)
- 1996 : Space Manatee (Wiiija, aussi en CD)

### Compilations
- 1994 : Atta Girl EP (K, 1994, regroupe sur CD et vinyle les singles P.U.N.K. Girl et Atta Girl)
- 1995 : This is Heavenly (Elefant, Espagne. Un best of des deux premiers albums et des singles)